# Oratoriekören (Växjö)
Växjö domkyrkas oratoriekör grundades i januari 1974 av Knut Sitell, domkyrkoorganist i Växjö domkyrka 1974–1994. 1995-2014 leddes kören av domkyrkoorganist Thomas Niklasson och sedan 2014 leds den av domkyrkoorganist Sten-Inge Petersson. Körens inriktning har sedan starten varit att framföra körverk med anknytning till kyrkoårets stora högtider. Körens musikaliska ambition har inneburit att kortare och längre resor företagits genom åren. Konserter har bland annat givits i USA, Tyskland, Skottland, Tjeckien, Polen och Italien. 